# Tegalharjo (Trangkil)
Tegalharjo is een bestuurslaag in het regentschap Pati van de provincie Midden-Java, Indonesië. Tegalharjo telt 5420 inwoners (volkstelling 2010).